# Hoja
Hoja (Hoya) je rostlinný rod lián nebo rozložitě rostoucích polokeřů až keřů, který se skládá z asi 200 druhů. Rod hoja byl v minulosti řazen do čeledě klejichovitých, ta ale byla s nástupem systému APG zjištěna parafyletickou, byla zrušena a vřazena do čeledě toješťovitých, kde mj. vytvořila podčeleď Asclepiadoideae.
Rod hoja je často chybně pojmenováván českým jménem „voskovka“, které oprávněně přísluší rodu Cerinthe. Vědecké jméno hoya dostal od britského botanika Roberta Browna po anglickém pěstiteli jménem Thomas Hoy. Nejblíže příbuzné rody jsou smrdutka, svícník a dischidie.

## Rozšíření
Tyto rostliny požadují subtropické a tropické podnebí, pocházejí z rozsáhlých oblastí Číny, Pákistánu, Indie, Indonésie, Malajsie, Filipín, severní Austrálie a Tichomořských ostrovů.

## Ekologie
Vyskytují se jako epifyty rostoucí v dutinách stromů nebo ve skalních puklinách, jako v hlíně rostoucí rostliny se ztlustlými kořeny, keře nebo popínavé liány. Některé druhy začínají růst v půdě a v pozdějším věku jim původní kořeny odumřou a dále rostou jako epifyty. Mnohé rostliny žijí v symbióze s mravenci.

## Popis
Rostliny tohoto rodu jsou vzhledově velmi různorodé. Část jich působí dojmem sukulentů s tučnými, tmavě zelenými nebo stříbřitě skvrnitými listy, jiné mají listy tenké a skoro průsvitné. Listy mohou být dlouhé od 0,5 cm do 60 cm; některé rostliny produkují latex. Jejich oboupohlavné květy, velké od 5 mm do 7,5 cm, jsou pětičetné a vyrůstá jich až padesát i více v úžlabních i terminálních okolících. Květy mají barvu bílou, nažloutlou, růžovou žlutou, zelenou, fialovou, červenohnědou, hnědou a jen ojediněle jsou červené.
Květní kalich je drobný a tenký, pravidelná koruna je masitá, kulovitá až zvonkovitá a působí umělým, voskovým dojmem. Laloky korunní lístků jsou mnohem delší než korunní trubka. Uvnitř koruny je pětičetná pakorunka. Pět krátkých, do trubičky srostlých tyčinek má prašníky s pylem slepovaným do brylek. Ze dvou plodolistů je vytvořený dvoudílný semeník, který v oddílu mívá 30 až 50 vajíček a nese dvě čnělky s kuželovitými bliznami. Květy produkují hodně nektaru a jsou opylovány hmyzem. Plod je podlouhlý měchýřek s vejčitými semeny s chloupky.

## Význam
Pnoucí nebo převislé hoje se pěstují jako ozdobné pokojové rostliny v evropských zemích již po více než jedno století. Jsou dlouhověké, nenáročné, pěkně kvetou a omamně voní. Pnoucí druhy se vysazují ke konstrukcím a převislé do závěsných košíků.
Mezi druhy obvykle pěstované jako pokojové rostliny patří zejména:
- hoja australská (Hoya australis R. Br. ex Traill),
- hoja kopinatá (Hoya lanceolata D. Don),
- hoja masitá (Hoya carnosa (L.) R. Br),
- hoja mnohokvětá (Hoya multiflora Blume),
- hoja ozdobná (Hoya bella Hook),
- hoja srdčitá (Hoya cordata P. T. Li & S. Z. Huang),
- Hoya lacunosa Blume,
- Hoya linearis Wallich ex D. Don.[5][9]

## Galerie

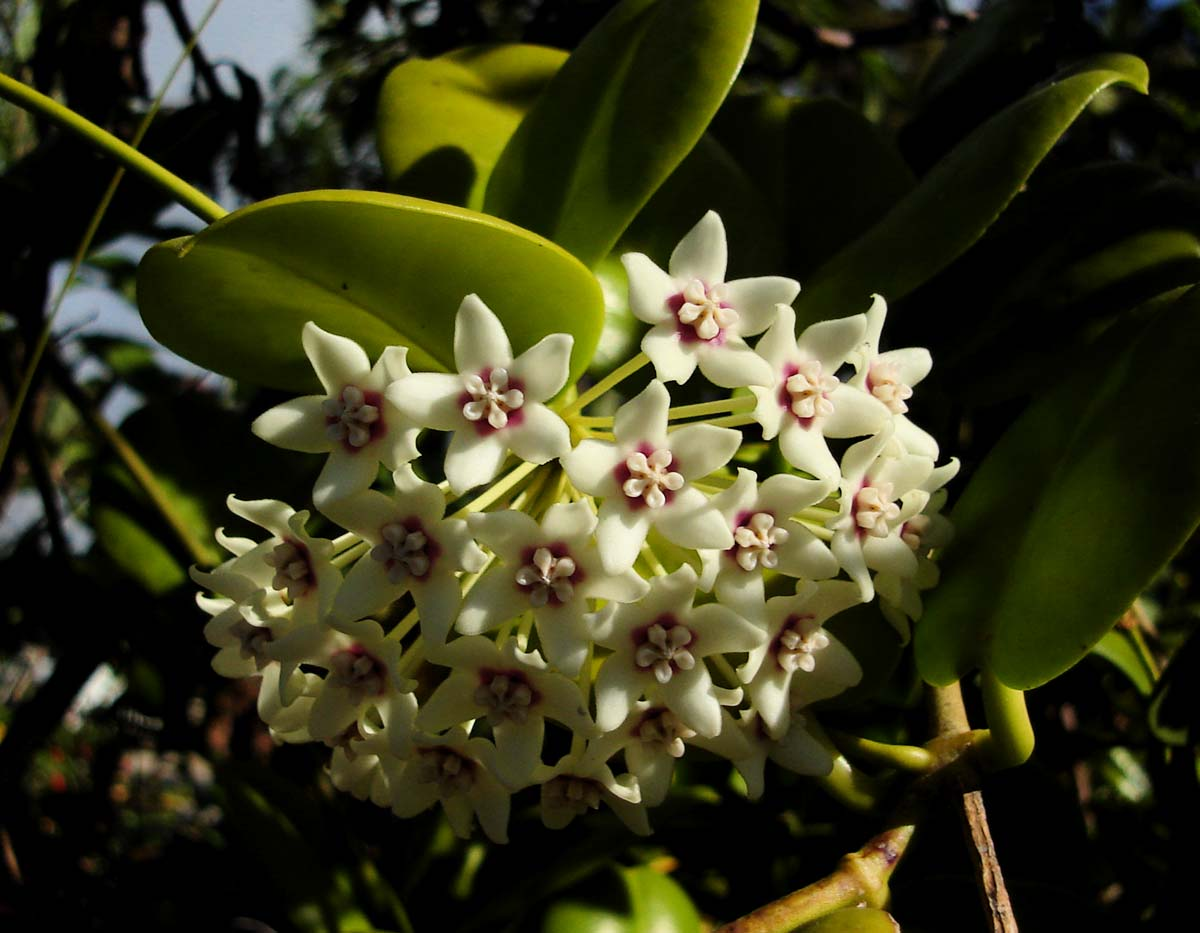
Hoja australská
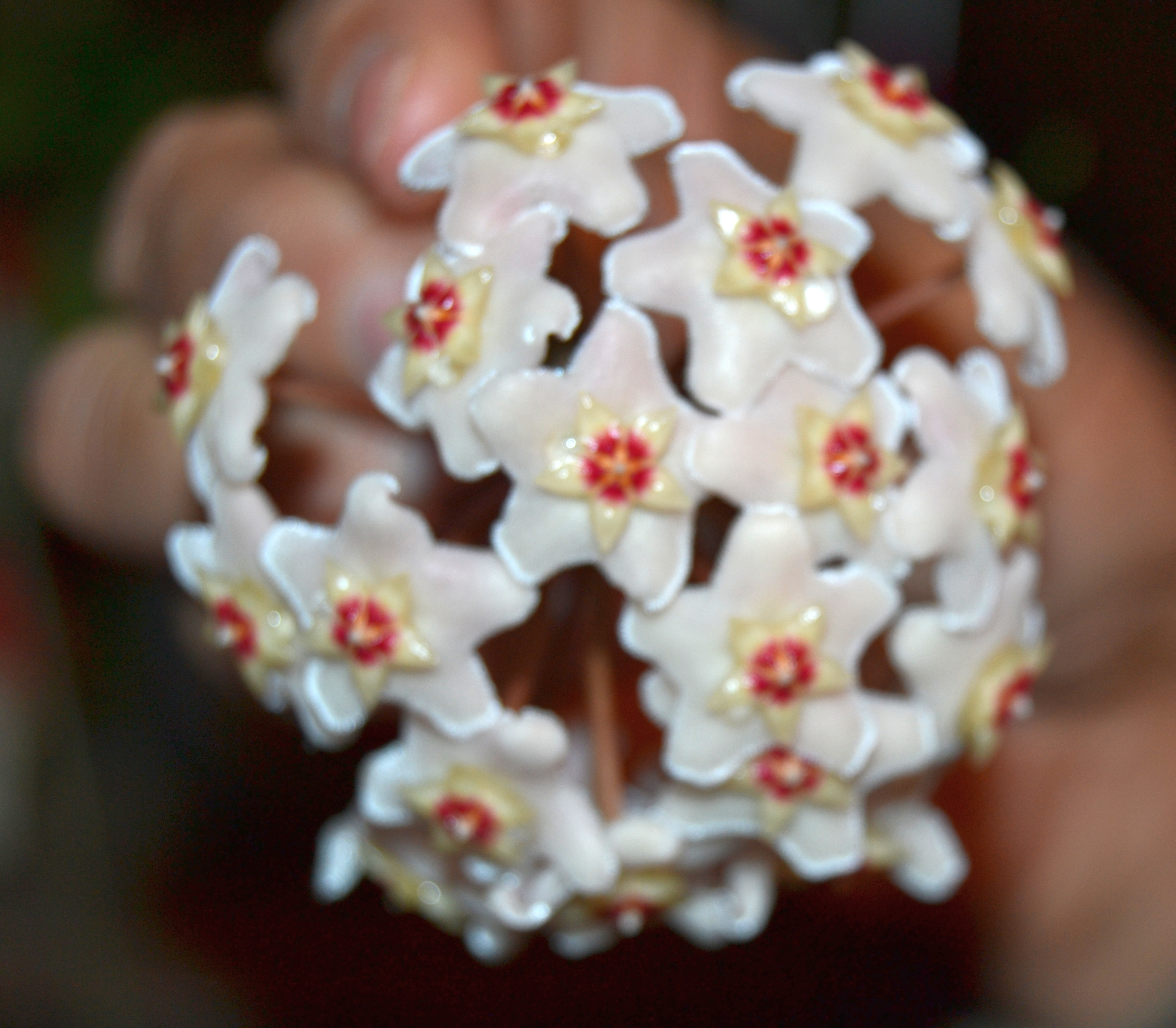
Hoja masitá
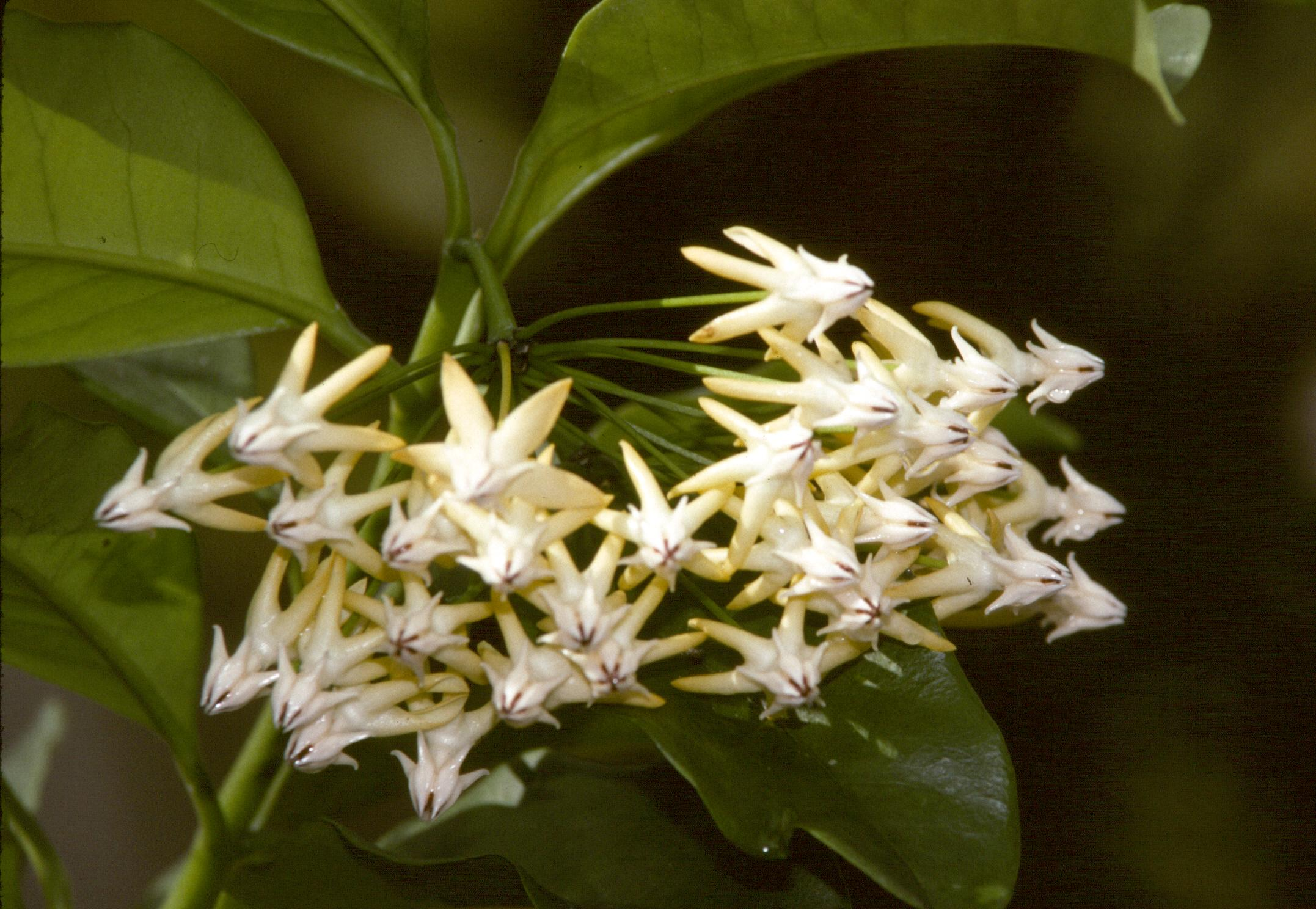
Hoja mnohokvětá
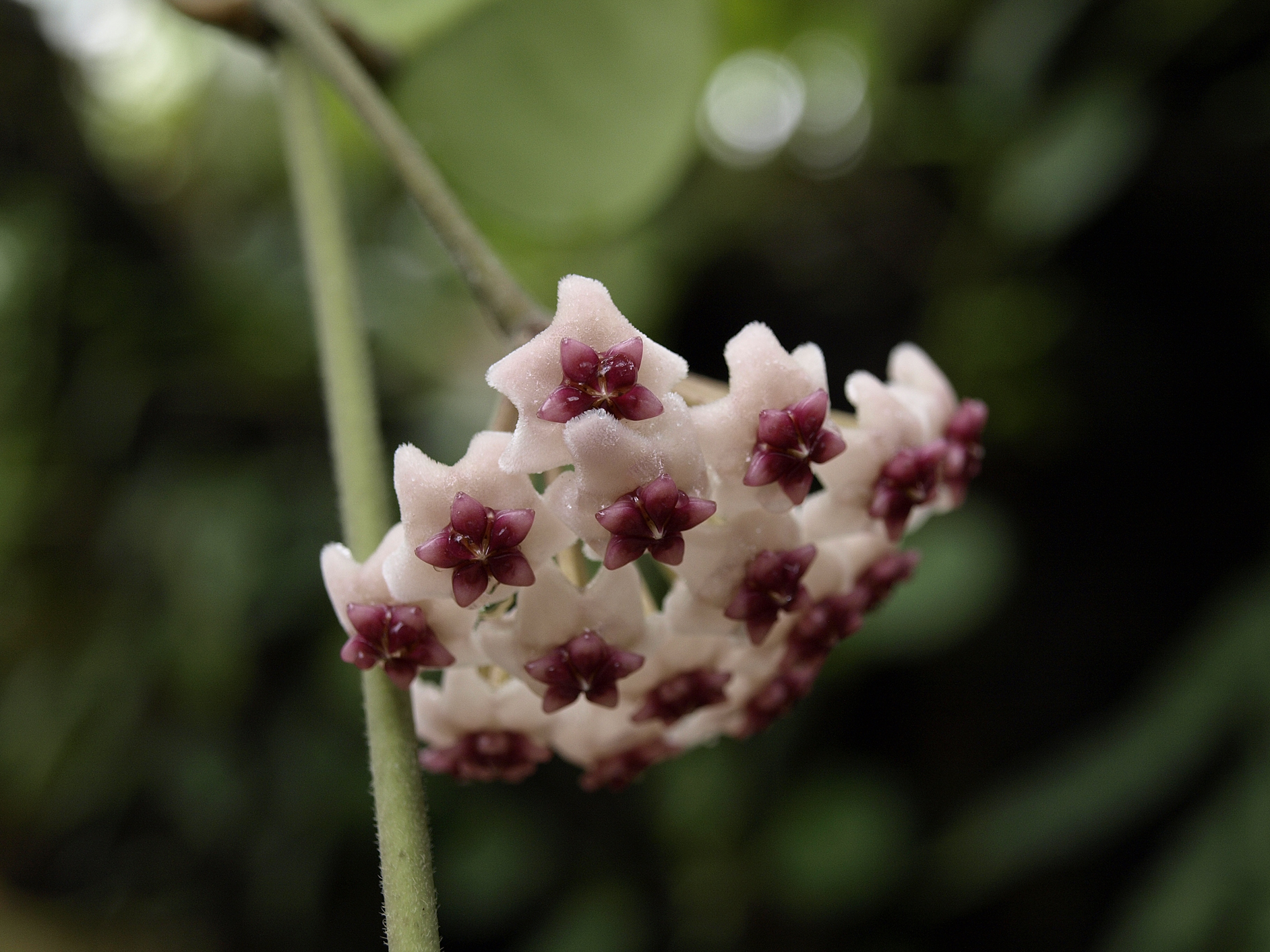
Hoya obovata